# Leptobatopsis luridofasciata
Leptobatopsis luridofasciata là một loài tò vò trong họ Ichneumonidae.